# Bitka pri Trebiji
Bitka pri Trebiji (reka Trèbbia; latinsko Trebia) je bila prva velika bitka druga punske vojne, ki se je dogajala 22. ali 23. decembra 218 pr. n. št. V bitki sta se spopadli kartažanska vojska pod Hanibalovim poveljstvom in vojska Rimske republike pod poveljstvom konzula Tita Sempronija Longa. Zmagali so Kartažani.

## Ozadje
Druga punska vojna se je začela s Hanibalovim napadom na Sagunt v Hispaniji leta 219 pr. n. št. Po osvojitvi Sagunta je Rimska republika Kartažanom napovedala vojno, Hanibalova vojska pa se je odpravila na pohod ob sredozemski obali in preko Alp v Italijo.
Po prihodu v Italijo je zmagala v bitki pri Ticinu. Rimske izgube so bile velike. Rimski konzul Publij Kornelij Scipij je bil v bitki ranjen. Kartažani so zasledovali pobeglo rimsko vojsko in naslednji dan ujeli okoli 600 ubežnikov.
Rimski senat, zaskrbljen zaradi poraza pri Ticinu, je na hitro odpoklical konzula Tita Sempronija Longa, ki je bil z vojsko na Siciliji in načrtoval naslednje leto napasti Afriko. Hanibal je z veščimi manevri vsiljeval konzulu Longu pot, po kateri je moral iti na pomoč konzulu Publiju Korneliju Scipiju. Hanibal je zatem zavzel mesto Klastid južno od Torina, kar mu je omogočilo, da je dobro oskrbel svojo vojsko. Konzul Long je medtem uspel priti do konzula Scipija. Obe vojski sta se združili ob izlivu reke Trebije v Pad.
Hanibal je bil prisiljen spopasti se z združeno rimsko vojsko. Vedel je, da je Tiberij Sempronij Long impulziven in ga bo laže zvabiti v bitko kot bolj previdnega Publija Kornelija Scipija. Hanibal je nameraval izkoristiti tudi to, da je bil Scipij ranjen in še ni ozdravel.

## Bitka
V decembru 218 pr. n. št. je bilo vreme še posebej hladno in snežno. Scipij je še vedno okreval, Sempronij Long pa se je pripravljal za bitko. Želel je, da se bitka zgodi še preden Scipij ozdravi in sam prevzame poveljstvo. Pri tem se ni oziral na Scipijeva opozorila, naj bo previden, in vedel, da se bližajo volitve za nova konzula.
Hanibal je vedel za Sempronijevo nestrpnost in mu pripravljal past. Hanibalova vojska je taborila na drugem bregu zamrznjene reke Trebije. On sam je opazil mesto med obema taboroma, ki je bilo brez drevja in primerno za zasedo v grmovju. V grmovje je poslal 1000 lahkih pešakov in 1000 konjenikov pod poveljstvom svojega mlajšega brata Magoja.
Naslednje jutro je ukazal konjenici, naj napade rimski tabor in se nato umakne in zvabi Rimljane v past. Sempronij Long je za navidezno bežečimi napadalci poslal svojo konjenico in kmalu zatem celo vojsko 36.000 pešakov, 4000 zavezniških konjenikov in 3000 Galcev. Snežilo je. Rimljani pred bitko niso zajtrkovali in zaradi mraza komaj držali orožje. Kartažani so dobro zajtrkovali in bili pripravljeni na bitko. Hanibal je pred glavnino svoje vojske postavil 1000 lahkih pešakov, za njimi pa 20.000 afriških, hispanskih, galskih in keltskih težkih pešakov. Na krili je postavil po 5000 konjenikov in bojne slone.
Sempronij je postavil svojo vojsko v standardne tri vrste. V prvo vrsto je postavil velite in na obe krili konjenico. Galce je postavil levo od legionarjev. 
V bitki se je najprej spopadla pehota. Veliti so bili prešibki in so se morali umakniti. Njihovo mesto so zasedli hastati in principi, se pravi težko oboroženi pešaki in legionarji. Med spopadom težkih pehot so številna kartažanska konjenica in sloni na levem krilu napadli rimsko konjenico in jo potisnili nazaj, da ni več mogla ščititi svoje pehote. Hanibal je medtem na desnem krilu s sloni napadel galsko pehoto. Vojaki, ki pred tem še niso videli ogromnih živali, so se panično razbežali. Po umiku konjenice in begu Galcev je bila rimska pehota izpostavljena napadom z bokov in ozadja. Rimljani so bili pod takšnim pritiskom prisiljeni na beg, ki pa ni bil enostaven. Več tisoč jih je bilo ubitih, veliko pa jih je tudi utonilo. Rimska vojska je izgubila več kot tretjino vojakov, a je kljub temu razglasila svojo zmago.

## Posledice
Poraz je Rimljane dotolkel in povzročil paniko. V Rimu so takoj začeli delati obrambne načrte proti napadom s severa. Izvoljena sta bila nova konzula Gnej Servilij in Gaj Flaminij. Slednji je v bitki pri Trasimenskem jezeru doživel nov poraz rimske vojske.
Po Polibiju so Kartažane prepoznali kot dominantno silo v Cisalpski Galiji. Hanibalovi vojski se je pridružila večina galskih plemen in jo obilno oskrbovala. Livij v nasprotju z njim piše, da je vojska celo zimo trpela veliko pomanjkanje. Polibij omenja tudi to, da so se pozimi dogajale samo majhne vojaške operacije in da se je glavnina rimske vojske umaknila ob Padu proti vzhodu in se vključila v eno od dveh novoustanovljenih armad. Kartažanska vojska se je povečala na 60.000 mož.